# Touch and Go Records
Touch and Go Records — независимая звукозаписывающая компания (инди-лейбл); штаб-квартира располагается в Чикаго, штат Иллинойс, США.

## История
Лейбл был основан в городке Ист-Лансинг, штат Мичиган Теско Ви и Дэйвом Стимсом. Ви (позже фронтмен Meatmen) надоело панк-звучание тех дней и он очаровался зарождающимся хардкор-движением Америки. Вдохновлённый, он издал записи таких групп, как Necros, The Fix, Meatmen и Negative Approach. В 1981 году басист группы Necros Кори Раск присоединился к Теско, чтобы управлять лейблом. В 1983 году Теско передал Touch and Go Раску и его жене Лизе, когда он переехал из Мичигана в Вашингтон. Владея лейблом, они взяли на работу Терри Толкина, который позже подпишет контракт с Butthole Surfers и Virgin Prunes на лейбле и спродюсирует сборник «Gods Favorite Dog». Вскоре Раск со своей женой переместили лейбл в Чикаго, и Touch and Go издали материалы таких групп, как Butthole Surfers, Big Black, The Jesus Lizard, Scratch Acid, the Didjits и Killdozer. Они продолжили пополнять свой список исполнителей в новом тысячелетии с такими группами, как Shellac, Yeah Yeah Yeahs, TV on the Radio (последние две группы уже не сотрудничают с лейблом), Arcwelder, CocoRosie, Ted Leo and the Pharmacists и the Black Heart Procession. Лиза Раск покинула лейбл после того, как развелась с Кори. Кори Раск продолжает работу лейбла.
Touch and Go Records всегда характеризовалась достаточно неформальным отношениям к договорам, которые зачастую заключались в устной форме с договорённостью разделения прибыли от продаж записанных продуктов пополам. Подобный подход сделал компанию весьма популярной, что позволило ей в конечном итоге составить внушительный список исполнителей, заключивших с ней контракты.
В 2006 году Touch and Go отметили своё 25-летие. В честь этого события, 8-10 сентября 2006 года лейбл устроил трёхдневную вечеринку Архивная копия от 16 мая 2011 на Wayback Machine в чикагском клубе Hideout. Несколько групп, включая Big Black, Scratch Acid, the Didjits, Killdozer, Negative Approach и Man or Astro-man? воссоединились и выступили в честь этого события.
18 февраля 2009 года Кори Раск объявил о сокращении персонала компании в связи с мировым финансовым кризисом.
576-страничная книга «Touch and Go: The Complete Hardcore Punk Zine '79-'83», в которой собраны все выпуски фэнзина Touch and Go, была издана Bazillion Points 30 июня 2010 года.

## Исполнители
- All the Saints
- Angry Red Planet
- Arcwelder
- Arsenal
- Bedhead
- Big Black
- Blight
- The Black Heart Procession
- Blonde Redhead
- Brainiac
- Brick Layer Cake
- Butthole Surfers
- Calexico
- Cargo Cult
- Cash Audio
- Chrome
- CocoRosie
- Crystal Antlers
- Daddy Longhead
- The Delta 72
- Didjits
- Dirty Three
- Don Caballero
- The Effigies
- Enon
- The Ex
- The Fix
- Flour
- The For Carnation
- Girls Against Boys
- The Jesus Lizard
- Die Kreuzen
- Killdozer
- L-Seven
- Laughing Hyenas
- Lee Harvey Oswald Band
- Man or Astro-man?
- Monorchid
- Naked Raygun
- Necros
- Negative Approach
- The New Year
- New Wet Kojak
- Nina Nastasia
- No Trend
- Phono-Comb
- P. W. Long
- Pinback
- Polvo
- Quasi
- Rachel's
- Rapeman
- Red Stars Theory
- The Rollins Band
- Scratch Acid
- Seam
- Shellac
- Silkworm
- Silverfish
- Skull Kontrol
- Slint
- The Standard
- Storm & Stress
- Supersystem
- Tar
- Ted Leo and the Pharmacists
- Three Mile Pilot
- Sally Timms
- TV on the Radio
- Urge Overkill
- Uzeda
- Violent Apathy
- Virgin Prunes
- Wuhling
- Yeah Yeah Yeahs